# 常楽寺 (京都市西京区)
常楽寺（じょうらくじ）は、京都市西京区にある浄土宗系の寺院。川島大宮社の境内にあり、山号は千手院となっている。